# Muppala Lakshmana Rao
Muppala Lakshmana Rao, connu aussi sous son nom de guerre Ganapathy ou Ganapathi est l'actuel Secrétaire général du Parti communiste d'Inde (maoïste), un Parti communiste illégal actif dans la Rébellion naxalite en Inde,.

## Jeunesse
Ganapathy est né au village de Beerpur dans le district de Karimnagar dans l'état de Télangana. Il est diplômé en science et détient aussi un  baccalauréat en éducation. Il a travaillé comme enseignant dans le district de Karimnagar mais a déserté son emploi pour poursuivre des études supérieures a Warangal,.

## Vie politique précoce
À Warangal, Ganapathy entre en contact avec les responsables maoïstes Nalla Adi Reddy et Kondapalli Seetharamaiah et décide de rejoindre le mouvement naxalite. Il est un des premiers membres du Parti communiste d'Inde (marxiste-léniniste) Guerre populaire devenue le Parti communiste d'Inde (maoïste) après une fusion avec le Centre communiste maoïste en 2004. 
Il est connu par plusieurs autres pseudonymes : viz MupallaLakshmanRao, Shrinivas, Rajanna, Raji Reddy, Radhakrishna, GP, Chandrasekhar, Azith et CS.

## Rôle dans les activités maoïstes
Ganapathy est l'une des personnes les plus recherchées par les forces de sécurité indiennes pour son rôle dans la rébellion naxalite. La National Investigation Agency a annoncé l'octroi d'une récompense de  1,500,000 pour toute information menant à son arrestation.  La prime totale sur sa tête est la plus élevée d'Inde avec un total de  36,000,000.